# 군산부두역
군산부두역(群山埠頭驛)은 전라북도 군산시 장미동에 있었던 군산선의 철도역으로, 일제강점기 시절 일제의 원활한 미곡 수송을 위해 개설된 역이었다. 현재는 플랫폼만 남아 있으며, 역 구내에 화물용으로 사용되었을 것으로 추측되는 협궤 선로가 있다.

## 연혁
- 1943년 12월 1일: 군산항선에서 여객 및 화물 영업을 이어받으며 개업[1]
- 1944년 6월 15일: 여객 및 수소화물 취급중지[2]
- 1945년 이후: 폐역
- 2012년 1월: 개항 100주년 기념 주차장 공사 관계로 시설 일부 철거